# Pietro Novelli (traghetto)
Il Pietro Novelli è un traghetto appartenente alla compagnia di navigazione italiana Siremar.

## Caratteristiche
Seconda di una serie di quattro unità gemelle costruite tutte dai Cantieri navali del Tirreno e Riuniti a Palermo, dispone di servizi essenziali in virtù dei servizi locali coperti: bar, ristorante self service, sala poltrone e solarium sul ponte esterno. Le sistemazioni passeggeri prevedono inoltre 18 cabine quadruple con servizi privati. Gli ambienti interni, ammodernati nel 2018, sono inoltre dotati di impianto di aria condizionata e sono regolarmente accessibili agli utenti con ridotta capacità motoria. La capacità di trasporto è pari a 700 passeggeri e 93 auto.
La propulsione è affidata ad una coppia di motori GMT da 18 cilindri in grado di erogare una potenza complessiva di 5.560 kW; la velocità massima raggiungibile è pari a 18 nodi.

## Servizio
Varato il 31 marzo 1979 nei Cantieri Navali del Tirreno Riuniti di Palermo con il nome di Pietro Novelli insieme al gemello Piero della Francesca e consegnato il 3 dicembre seguente alla Siremar, prende servizio nei collegamenti tra Palermo ed Ustica. Pochi mesi dopo, viene trasferito nei collegamenti tra Trapani e Pantelleria. Saltuariamente opera anche nei collegamenti tra Milazzo e le Isole Eolie e tra Porto Empedocle e le Isole Pelagie.
Nel 2010 viene sottoposto a lavori di ristrutturazione, durante i quali vengono installate delle controcarene al fine di aumentarne la galleggiabilità.
Il 9 settembre 2015, duranre le manovre di ormeggio a Vulcano, rimane incastrato, a causa del forte vento, tra il molo di attracco e,con la prua, verso il molo degli aliscafi, distruggendo parte di quest’ultimo. Successivamente  viene liberato grazie al supporto di un rimorchiatore e della Guardia Costiera.
Il 19 giugno 2023 il traghetto, nell'ambito di un'inchiesta della Procura di Messina, vien posto sotto sequestro unitamente ad altre unità della flotta della compagnia, causando numerosi disservizi. Successivamente, ne viene concessa la facoltà d'uso, riprendendo quindi il regolare servizio sulla Trapani-Pantelleria.
Dal 21 giugno al 20 luglio 2025 opera nei collegamenti tra Porto Empedocle, Linosa e Lampedusa in sostituzione del Las Palmas. Successivamente viene  di nuovo disarmato in cantiere a Messina.

## Navi gemelle
- Cossyra (ex Piero della Francesca)
- Oglasa
- Marmorica